# Chrysosoma indentatum
Chrysosoma indentatum är en tvåvingeart som beskrevs av Octave Parent 1934. Chrysosoma indentatum ingår i släktet Chrysosoma och familjen styltflugor.
Artens utbredningsområde är Kambodja. Inga underarter finns listade i Catalogue of Life.